# Wereldbeker skeleton 2020/2021
De wereldbeker skeleton 2020/2021 (officieel: BMW IBSF World Cup Bob & Skeleton 2020/2021)  liep van 20 november 2020 tot en met 29 januari 2021. De competitie werd georganiseerd door de FIBT, gelijktijdig met de wereldbeker bobsleeën.
De competitie, met de twee traditionele onderdelen in het skeleton (mannen en vrouwen individueel),  omvatte dit seizoen acht wedstrijden op een aangepaste kalender die in verband met de heersende coronapandemie geheel op het Europese continent afspeelde op vijf banen in Duitsland, Letland, Oostenrijk en Zwitserland. De vijfde wereldbekerwedstrijd in Winterberg gold voor de Europese deelnemers tevens als het Europees kampioenschap.
Bij de mannen werd de Let Martins Dukurs voor de tiende keer eindwinnaar in de wereldbeker, de eerste acht veroverde de recordhouder opeenvolgend van 2009/2010-2016/2017 en de negende in het vorige seizoen. Hij stond hiermee voor de elfde maal op het eindpodium, in 2018/2019 werd hij derde. Op plaats twee nam de Duitser Alexander Gassner voor het eerst op het eindpodium plaats. De derde positie werd ingenomen door Martins' broer Tomass die daarmee voor de zevende keer het eindpodium betrad (0-3-4).
Bij de vrouwen werden de plaatsen een en twee door twee voormalige winnaars bezet. De Oostenrijkse Janine Flock -winnares in 2014/15- behaalde haar tweede eindzege. Het was haar derde podiumplaats, in  in 2019/2020 eindigde ze als tweede. Op plaats twee nam de Duitse Tina Hermann -winnares in 2015/2016 en 2016/2017- voor de zesde keer op dit podium plaats. In 2014/2015 werd ze derde en in 2017/2018 en 2018/19 ook tweede. De derde positie werd ingenomen door Kimberley Bos. Het was voor het eerst dat Nederland vertegenwoordigd werd op een eindpodium in de wereldbeker skeleton.

## Wereldbeker punten
De eerste 30 in het dagklassement krijgen punten voor het wereldbekerklassement toegekend. De top 20 na de eerste run gaan verder naar de tweede run, de overige deelnemers krijgen hun punten toegekend op basis van hun klassering na de eerste run. De onderstaande tabel geeft de punten per plaats weer.
| Klassering = punten                          | Klassering = punten                           | Klassering = punten                               | Klassering = punten                          | Klassering = punten                          | Klassering = punten                          |
| -------------------------------------------- | --------------------------------------------- | ------------------------------------------------- | -------------------------------------------- | -------------------------------------------- | -------------------------------------------- |
| 1e = 225 2e = 210 3e = 200 4e = 192 5e = 184 | 6e = 176 7e = 168 8e = 160 9e = 152 10e = 144 | 11e = 136 12e = 128 13e = 120 14e = 112 15e = 104 | 16e = 96 17e = 88 18e = 80 19e = 74 20e = 68 | 21e = 62 22e = 56 23e = 50 24e = 45 25e = 40 | 26e = 36 27e = 32 28e = 28 29e = 24 30e = 20 |

## Mannen

### Uitslagen
| Datum      | Plaats       | Eerste                             | Tweede                            | Derde                |
| ---------- | ------------ | ---------------------------------- | --------------------------------- | -------------------- |
| 20/11/2020 | Sigulda      | Martins Dukurs                     | Alexander Gassner Felix Keisinger |                      |
| 27/11/2020 | Sigulda      | Martins Dukurs                     | Tomass Dukurs                     | Marcus Wyatt         |
| 11/12/2020 | Innsbruck    | Martins Dukurs Aleksandr Tretjakov |                                   | Nikita Tregoebov     |
| 18/12/2020 | Innsbruck    | Martins Dukurs                     | Matt Weston                       | Christopher Grotheer |
| 08/01/2021 | Winterberg   | Aleksandr Tretjakov                | Martins Dukurs                    | Alexander Gassner    |
| 15/01/2021 | Sankt Moritz | Alexander Gassner                  | Martins Dukurs                    | Yun Sung-bin         |
| 22/01/2021 | Königssee    | Alexander Gassner                  | Yun Sung-bin                      | Aleksandr Tretjakov  |
| 29/01/2021 | Innsbruck    | Aleksandr Tretjakov                | Craig Thompson                    | Samuel Maier         |

### Eindstand
| #  | Atleet                 | Land | Punten |
| -- | ---------------------- | ---- | ------ |
| 1  | Martins Dukurs         | LAT  | 1456   |
| 2  | Alexander Gassner      | GER  | 1396   |
| 3  | Tomass Dukurs          | LAT  | 1226   |
| 4  | Christopher Grotheer   | GER  | 1192   |
| 5  | Aleksandr Tretjakov    | RUS  | 1171   |
| 6  | Felix Keisinger        | GER  | 1074   |
| 7  | Nikita Tregoebov       | RUS  | 1056   |
| 8  | Marcus Wyatt           | GBR  | 1008   |
| 9  | Matt Weston            | GBR  | 994    |
| 10 | Daniil Romanov         | RUS  | 976    |
| 11 | Florian Auer           | AUT  | 972    |
| 12 | Craig Thompson         | GBR  | 946    |
| 13 | Vladyslav Heraskevytsj | UKR  | 880    |
| 14 | Samuel Maier           | AUT  | 816    |
| 15 | Mattia Gaspari         | ITA  | 760    |
| 16 | Ronald Auderset        | SUI  | 634    |

| #  | Atleet                  | Land | Punten |
| -- | ----------------------- | ---- | ------ |
| 17 | Yun Sung-bin            | KOR  | 602    |
| 18 | Samuel Keiser           | SUI  | 496    |
| 19 | Austin Florian          | USA  | 472    |
| 20 | Kim Ji-soo              | KOR  | 392    |
| 21 | Jung Seung-gi           | KOR  | 360    |
| 22 | Mihail Sebastian Enache | ROU  | 352    |
| 23 | Jevgeni Roekosoejev     | RUS  | 320    |
| 24 | Ander Mirambell         | ESP  | 299    |
| 25 | Amedeo Bagnis           | ITA  | 256    |
| 26 | Kevin Boyer             | CAN  | 250    |
| 27 | Ben Fulker              | GBR  | 240    |
| 28 | Austin McCrary          | USA  | 222    |
| 29 | Mihai Daniel Pacioianu  | ROU  | 218    |
| 30 | Jerry Rice              | GBR  | 208    |
| 31 | Axel Jungk              | GER  | 192    |
| 32 | Mark Lynch              | CAN  | 181    |

| #  | Atleet                | Land | Punten |
| -- | --------------------- | ---- | ------ |
| 33 | Manuel Schwaerzer     | ITA  | 176    |
| 34 | Nathan Crumpton       | ASA  | 172    |
| 35 | Jean Jacques Buff     | SUI  | 158    |
| 36 | Cedric Renner         | GER  | 152    |
| 37 | Vladislav Semjonov    | RUS  | 152    |
| 38 | Kilian von Schleinitz | GER  | 128    |
| 39 | Alexander Schlintner  | AUT  | 112    |
| 40 | Felix Seibel          | GER  | 104    |
| 41 | Laurence Bostock      | GBR  | 62     |
| 42 | Basil Sieber          | SUI  | 50     |
| 43 | Konstantin Chorosjko  | RUS  | 50     |
| 44 | Krists Netlaus        | LAT  | 40     |
| 45 | Elvis Veinbergs       | LAT  | 36     |
| 46 | Pietro Drovanti       | ITA  | 32     |

## Vrouwen

### Uitslagen
| Datum      | Plaats       | Eerste             | Tweede          | Derde                      |
| ---------- | ------------ | ------------------ | --------------- | -------------------------- |
| 20/11/2020 | Sigulda      | Janine Flock       | Kimberley Bos   | Endija Tērauda             |
| 27/11/2020 | Sigulda      | Janine Flock       | Jelena Nikitina | Tina Hermann Kimberley Bos |
| 11/12/2020 | Innsbruck    | Jelena Nikitina    | Kimberley Bos   | Tina Hermann Janine Flock  |
| 18/12/2020 | Innsbruck    | Janine Flock       | Kimberley Bos   | Jacqueline Lölling         |
| 08/01/2021 | Winterberg   | Jelena Nikitina    | Tina Hermann    | Janine Flock               |
| 15/01/2021 | Sankt Moritz | Tina Hermann       | Janine Flock    | Jacqueline Lölling         |
| 22/01/2021 | Königssee    | Jacqueline Lölling | Anna Fernstädt  | Jane Channell Janine Flock |
| 29/01/2021 | Innsbruck    | Jelena Nikitina    | Janine Flock    | Kimberley Bos              |

Belgische en Nederlandse deelname
| Deelnemer     | #1     | #2    | #3     | #4     | #5 | #6 | #7  | #8    |
| ------------- | ------ | ----- | ------ | ------ | -- | -- | --- | ----- |
| Kim Meylemans | 5e     | 6e    | 17e    | 11e    | 9e | 8e | 8e  | -     |
| Kimberley Bos | Zilver | Brons | Zilver | Zilver | 7e |    | 12e | Brons |

### Eindstand
| #  | Atleet              | Land | Punten |
| -- | ------------------- | ---- | ------ |
| 1  | Janine Flock        | AUT  | 1514   |
| 2  | Tina Hermann        | GER  | 1515   |
| 3  | Kimberley Bos       | NED  | 1326   |
| 4  | Jacqueline Lölling  | GER  | 1321   |
| 5  | Anna Fernstädt      | CZE  | 1314   |
| 6  | Jelena Nikitina     | RUS  | 1221   |
| 7  | Kim Meylemans       | BEL  | 1056   |
| 8  | Valentina Margaglio | ITA  | 960    |
| 9  | Hannah Neise        | GER  | 912    |
| 10 | Laura Deas          | GBR  | 880    |
| 11 | Elisabeth Maier     | CAN  | 880    |
| 12 | Joelia Kanakina     | RUS  | 840    |
| 13 | Aljona Frolova      | RUS  | 736    |

| #  | Atleet                | Land | Punten |
| -- | --------------------- | ---- | ------ |
| 14 | Endija Tērauda        | LAT  | 730    |
| 15 | Alessia Crippa        | ITA  | 672    |
| 16 | Ashleigh Fay Pittaway | GBR  | 664    |
| 17 | Brogan Crowley        | GBR  | 648    |
| 18 | Katie Uhlaender       | USA  | 592    |
| 19 | Madelaine Smith       | GBR  | 536    |
| 20 | Agathe Bessard        | FRA  | 506    |
| 21 | Kendall Wesenberg     | USA  | 424    |
| 22 | Nicole Rocha Silveira | BRA  | 388    |
| 23 | Alina Tararytsjenkova | RUS  | 320    |
| 24 | Amelia Coltman        | GBR  | 296    |
| 25 | Sophia Griebel        | GER  | 288    |
| 26 | Jane Channell         | CAN  | 200    |

| #  | Atleet               | Land | Punten |
| -- | -------------------- | ---- | ------ |
| 27 | Jaclyn Laberge       | CAN  | 198    |
| 28 | Jaclyn Narracott     | AUS  | 160    |
| 29 | Darta Zunte          | LAT  | 148    |
| 30 | Anastasia Tsyganova  | RUS  | 144    |
| 31 | Susanne Kreher       | GER  | 136    |
| 32 | Anastasia Troefanova | RUS  | 112    |
| 33 | Sara Roderick        | USA  | 96     |
| 34 | Alessandra Fumagalli | ITA  | 88     |
| 35 | Jill Gander          | SUI  | 74     |
| 36 | Kelly Curtis         | USA  | 74     |
| 37 | Katie Tannenbaum     | ISV  | 68     |
| 38 | Elena Scarpellini    | ITA  | 62     |
| 39 | Lovisa Ewald         | SWE  | 62     |